# Yūbari
Yūbari è una città giapponese della prefettura di Hokkaidō.
Negli anni 60, quando le miniere di carbone alimentavano il boom post bellico contava 120 000 abitanti. Oggi con 8000 è la città con la popolazione più vecchia del mondo.

## Clima
| Yūbari (1991-2020) Fonte: JMA    | Mesi         | Mesi         | Mesi         | Mesi         | Mesi        | Mesi        | Mesi        | Mesi        | Mesi        | Mesi        | Mesi         | Mesi         | Stagioni | Stagioni | Stagioni | Stagioni | Anno    |
| Yūbari (1991-2020) Fonte: JMA    | Gen          | Feb          | Mar          | Apr          | Mag         | Giu         | Lug         | Ago         | Set         | Ott         | Nov          | Dic          | Inv      | Pri      | Est      | Aut      | Anno    |
| -------------------------------- | ------------ | ------------ | ------------ | ------------ | ----------- | ----------- | ----------- | ----------- | ----------- | ----------- | ------------ | ------------ | -------- | -------- | -------- | -------- | ------- |
| T. max. media (°C)               | −2,7         | −1,7         | 2,4          | 9,9          | 17,0        | 20,6        | 23,7        | 24,4        | 20,7        | 14,1        | 6,3          | −0,6         | −1,7     | 9,8      | 22,9     | 13,7     | 11,2    |
| T. media (°C)                    | −6,6         | −6,0         | −1,8         | 4,5          | 10,9        | 15,0        | 18,8        | 19,6        | 15,6        | 8,9         | 2,1          | −4,2         | −5,6     | 4,5      | 17,8     | 8,9      | 6,4     |
| T. min. media (°C)               | −11,1        | −10,8        | −6,4         | −0,3         | 5,5         | 10,5        | 15,2        | 16,0        | 11,3        | 4,2         | −1,8         | −8,1         | −10,0    | −0,4     | 13,9     | 4,6      | 2,0     |
| T. max. assoluta (°C)            | 6,6 (1980)   | 11,6 (2010)  | 14,4 (2018)  | 26,2 (2015)  | 31,3 (2019) | 31,6 (2014) | 35,0 (2021) | 34,9 (2021) | 31,5 (2020) | 24,4 (2019) | 19,0 (2003)  | 11,5 (1989)  | 11,6     | 31,3     | 35,0     | 31,5     | 35,0    |
| T. min. assoluta (°C)            | −21,6 (2001) | −23,6 (2010) | −19,5 (2004) | −13,8 (1978) | −2,8 (2008) | 1,2 (1981)  | 5,1 (1979)  | 7,1 (2004)  | 0,2 (2001)  | −3,8 (2016) | −13,3 (1987) | −19,0 (2012) | −23,6    | −19,5    | 1,2      | −13,3    | −23,6   |
| Giorni di calura (Tmax ≥ 30 °C)  | 0,0          | 0,0          | 0,0          | 0,0          | 0,1         | 0,1         | 0,9         | 1,6         | 0,1         | 0,0         | 0,0          | 0,0          | 0,0      | 0,1      | 2,6      | 0,1      | 2,8     |
| Giorni di gelo (Tmin ≤ 0 °C)     | 31,0         | 28,2         | 29,4         | 17,0         | 1,8         | 0,0         | 0,0         | 0,0         | 0,0         | 3,7         | 21,8         | 30,2         | 89,4     | 48,2     | 0,0      | 25,5     | 163,1   |
| Giorni di ghiaccio (Tmax ≤ 0 °C) | 25,3         | 19,6         | 8,7          | 0,2          | 0,0         | 0,0         | 0,0         | 0,0         | 0,0         | 0,0         | 3,2          | 18,3         | 63,2     | 8,9      | 0,0      | 3,2      | 75,3    |
| Precipitazioni (mm)              | 115,3        | 82,0         | 78,5         | 78,4         | 107,1       | 86,4        | 129,8       | 185,6       | 156,0       | 119,7       | 129,5        | 131,5        | 328,8    | 264,0    | 401,8    | 405,2    | 1 399,8 |
| Giorni di pioggia                | 19,0         | 16,3         | 14,9         | 12,5         | 12,0        | 10,1        | 10,8        | 12,3        | 12,2        | 14,5        | 17,0         | 20,2         | 55,5     | 39,4     | 33,2     | 43,7     | 171,8   |
| Nevicate (cm)                    | 225          | 172          | 132          | 34           | 0           | 0           | 0           | 0           | 0           | 3           | 84           | 230          | 627      | 166      | 0        | 87       | 880     |
| Giorni di neve                   | 18,7         | 16,4         | 14,5         | 5,0          | 0,0         | 0,0         | 0,0         | 0,0         | 0,0         | 0,4         | 6,6          | 18,7         | 53,8     | 19,5     | 0,0      | 7,0      | 80,3    |
| Ore di soleggiamento mensili     | 94,7         | 103,7        | 142,5        | 160,4        | 186,1       | 160,8       | 132,8       | 142,0       | 153,7       | 134,9       | 90,9         | 80,1         | 278,5    | 489,0    | 435,6    | 379,5    | 1 582,6 |
| Vento (direzione-m/s)            | W 2,3        | W 2,4        | W 2,4        | ESE 2,4      | ESE 2,2     | WSW 1,6     | ESE 1,4     | ESE 1,4     | E 1,7       | E 2,1       | W 2,3        | W 2,3        | 2,3      | 2,3      | 1,5      | 2,0      | 2,0     |

## Infrastrutture e trasporti
stazione Yūbari

## Riferimenti nella cultura di massa
Il regista Quentin Tarantino ha scelto il nome di Yubari per il suo personaggio Gogo Yubari, in Kill Bill. Ha inoltre presentato nella stessa città la prima giapponese del suo primo film, Le iene.
A partire dagli anni '90 è nota come patria del melone più costoso del mondo, lo Yubari King, un ibrido di melone cantalupo, sottoposto a rigida selezione e tecniche colturali molto impegnative che lo portano a maturazione nel mese di maggio. Gli esemplari più ambiti vengono battuti all'asta e venduti a prezzi che arrivano a migliaia di euro.